# Дубровка (Буда-Кошелёвский район)
Дубровка (бел. Дубраўка) — посёлок в Потаповском сельсовете Буда-Кошелёвского района Гомельской области Белоруссии.

## География
В 9 км на северо-запад от Буда-Кошелёво, 55 км от Гомеля, 5 км от железнодорожной станции Шарибовка (на линии Жлобин — Гомель).

## Транспортная сеть
Транспортные связи по просёлочной, затем автомобильной дороге Жлобин — Гомель. Планировка состоит из короткой прямолинейной улицы, ориентированной с юго-востока на северо-запад и застроенной деревянными домами усадебного типа.

## История
Основана в начале 1920-х годов переселенцами с соседних деревень на бывших помещичьих землях. В 1931 году жители посёлка вступили в колхоз. В 1959 году в составе хозяйства Буда-Кошелёвского аграрно-технического колледжа (центр — город Буда-Кошелёво).

## Население
- 1959 год — 152 жителя (согласно переписи).
- 2018 год — 21 житель.